# Палерми (Вибо Валенција)
Палерми је насеље у Италији у округу Вибо Валенција, региону Калабрија.
Према процени из 2011. у насељу је живело 57 становника. Насеље се налази на надморској висини од 511 м.